# روبرت بويي أوينز
روبرت بويي أوينز (بالإنجليزية: Robert Bowie Owens)‏ هو مهندس كهربائي أمريكي، ولد في 29 أكتوبر 1870، وتوفي في 3 نوفمبر 1940.